# Guillaume-François de Martonne
Guillaume-François de Martonne (* 18. Mai 1791 in Le Havre; † 13. November 1875 im Schloss Vallée-Guyon bei Vendôme) war ein französischer Jurist, Bibliograph und Romanist.

## Leben
Martonne war von 1824 bis 1849 Leiter der Abteilung für Gnadengesuche im französischen Justizministerium. Er war von 1833 bis 1853 residierendes Mitglied der Société des antiquaires de France.
Guillaume-François de Martonne war der Vater des Historikers und Romanisten Alfred de Martonne.

## Werke
- (Hrsg.) Li romans de Parise la Duchesse, Paris 1836, Genf 1969, Paris 1995 (Manuskript abgeschlossen 1834; bezieht sich in der Einführung auf das Vorbild von Paulin Paris)

- (mit Ferdinand Denis und Pierre Pinçon) Nouveau manuel de bibliographie universelle, Paris 1857 (alphabetisch nach Themen geordnet)